# Station Hexham
Hexham is een spoorwegstation van National Rail in Hexham, Tynedale in Engeland. Het station is eigendom van Network Rail en wordt beheerd door Northern Rail. 

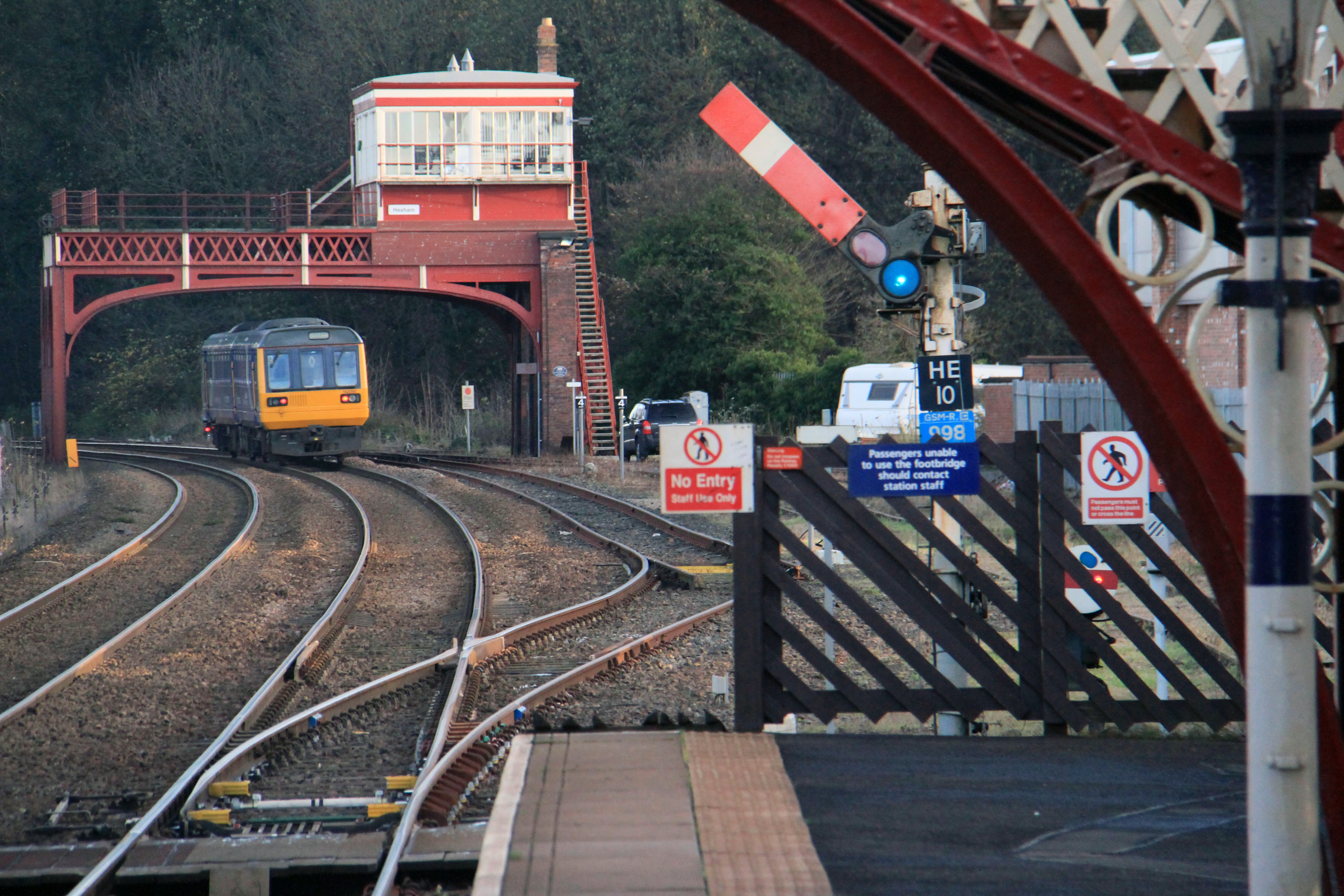
Seinhuis, 2015